# Reis (Neunburg vorm Wald)
Reis ist ein Ortsteil der Stadt Neunburg vorm Wald im Landkreis Schwandorf in Bayern.

## Geographie
Der Weiler Reis besteht aus zwei östlich von Penting liegenden Höfen, die circa fünf Kilometer südlich von Neunburg vorm Wald liegen.

## Geschichte
Am 23. März 1913 war Reis Teil der Pfarrei Penting und bestand aus drei Häusern und zählte 15 Einwohner.
Am 31. Dezember 1990 hatte Reis zwölf Einwohner und gehörte zur Pfarrei Penting.